# Norman Saunders
Norman Blaine Saunders (1 de gener de 1907 - 1 de març de 1989) va ser un artista estatunidenc prolífic que va fer il·lustracions per a revistes pulp, diaris, revistes d'aventures, còmics i cromos. Algunes vegades va signar els seus treballs amb el segon nom, Blaine.

## Biografia
Va néixer a Minot, Dakota del Nord, però la seva família es va traslladar aviat a Bemidji, Minnesota, on ell i els seus pares van viure en una casa d'una sola habitació. La seva família es va continuar traslladant i van arribar al comtat de Roseau on el seu pare era ministre presbiterià.
La seva carrera artística va començar quan tenia vint anys, contribuint al Capità Billy Whiz de Fawcet Publications, on va treballar de 1928 a 1934. El 1934 es trasllada a Nova York i continua produint portades per Fawcet Comics i altres publicacions, també va estudiar professionalment a l'escola d'art Grand Central sota l'il·lustrador Harvey Dunn.

### Pulp
Va pintar obres per a tots els editors importants i aviat va ser reconegut per les seves frenètiques escenes d'acció, les seves dones belles i la seva capacitat de complir en una data límit. Va treballar en gairebé tots els gèneres—Westerns, terror, històric, aventura, detectivesc i esports. Era capaç de pintar molt de pressa, produint 100 pintures a l'any—dos a la setmana de 1935 a 1942—i així va viure bé durant la Gran Depressió.
Durant la Segona Guerra Mundial, va servir com a policia militar vigilant a presoners alemanys. Transferit al Cos d'Exèrcit d'Enginyers, va supervisar la construcció d'un gasoducte a Birmània. Durant les seves hores lliures, feia aquarel·les de temples birmans.

### Col·leccions de cromos
El 1958, Saunders va tenir el seu primer encàrrec de cromos Topps, pintant sobre fotografies de jugadors de beisbol traspassats, de manera que apareixerien amb el suèter del seu nou equip. Topps aviat va emprar a Saunders per a crear obres d'art per a moltes altres targetes, incloent-hi la sèrie de 55 targetes de 1962 Mars Attacks que anys després va inspirar el film de Tim Burton.
La sèrie de cromos va provocar una enorme polèmica entre els pares per les seves escenes violentes i la seva sexualitat implícita. Topps va respondre inicialment modificant 13 cromos per a reduir el gore i la sexualitat; després va haver d'interrompre la producció.
Saunders també va dibuixar altres col·leccions de cromos clàssics com Ugly Stickers, Nutty Initials, Your Own Name i Civil War News.

## Llibres
- Graphic Design Time Line: A Century Of Design Milestones. Heller, Steven; Pettit, Elinor, Allworth Publications, New York, NY, 2000.
- Norman Saunders. Saunders, David, The Illustrated Press, Saint Louis, MO, 2008.
- Pulp Art: Original Cover Paintings For The Great American Pulp Magazines. Lesser, Robert; Reed, Roger, Gramercy Books, New York, NY, 1997.